# Soulless
Soulless – trzeci album studyjny szwedzkiej deathmetalowej grupy Grave, który ukazał się 1 czerwca 1994 roku nakładem Century Media.
Soulless nagrano na początku 1994 roku w Sunlight Studio w Sztokholmie z producentem Tomasem Skogsbergiem. Jest to ostatni album Grave, w powstaniu którego wziął udział Jörgen Sandström (odszedł z zespołu w 1995 roku).
Do utworu „Soulless” powstał pierwszy w historii Grave teledysk, który był zamieszczony na reedycji albumu z 2006 roku.

## Lista utworów
1. „Turning Black” – 4:31
2. „Soulless” – 3:08
3. „I Need You” – 4:18
4. „Bullets Are Mine” – 3:43
5. „Bloodshed” – 4:11
6. „Judas” – 3:00
7. „Unknown” – 3:37
8. „And Here I Die (Satisfied)” – 3:40
9. „Genocide” – 3:46
10. „Rain” – 4:08
11. „Scars” – 5:32

## Twórcy
- Jörgen Sandström – śpiew, gitara basowa
- Ola Lindgren – gitara
- Jens Paulsson – perkusja

## Wydania
Opracowano na podstawie materiału źródłowego.
| Rok wydania | Format | Numer katalogowy | Wytwórnia             |
| ----------- | ------ | ---------------- | --------------------- |
| 1994        | CD     | 77070-2          | Century Media Records |
| 1994        | LP     | –                | Century Media Records |
| 1994        | MC     | 77070-4          | Century Media Records |
| 2006        | CD     | 77613-2          | Century Media Records |